# Mirskofen

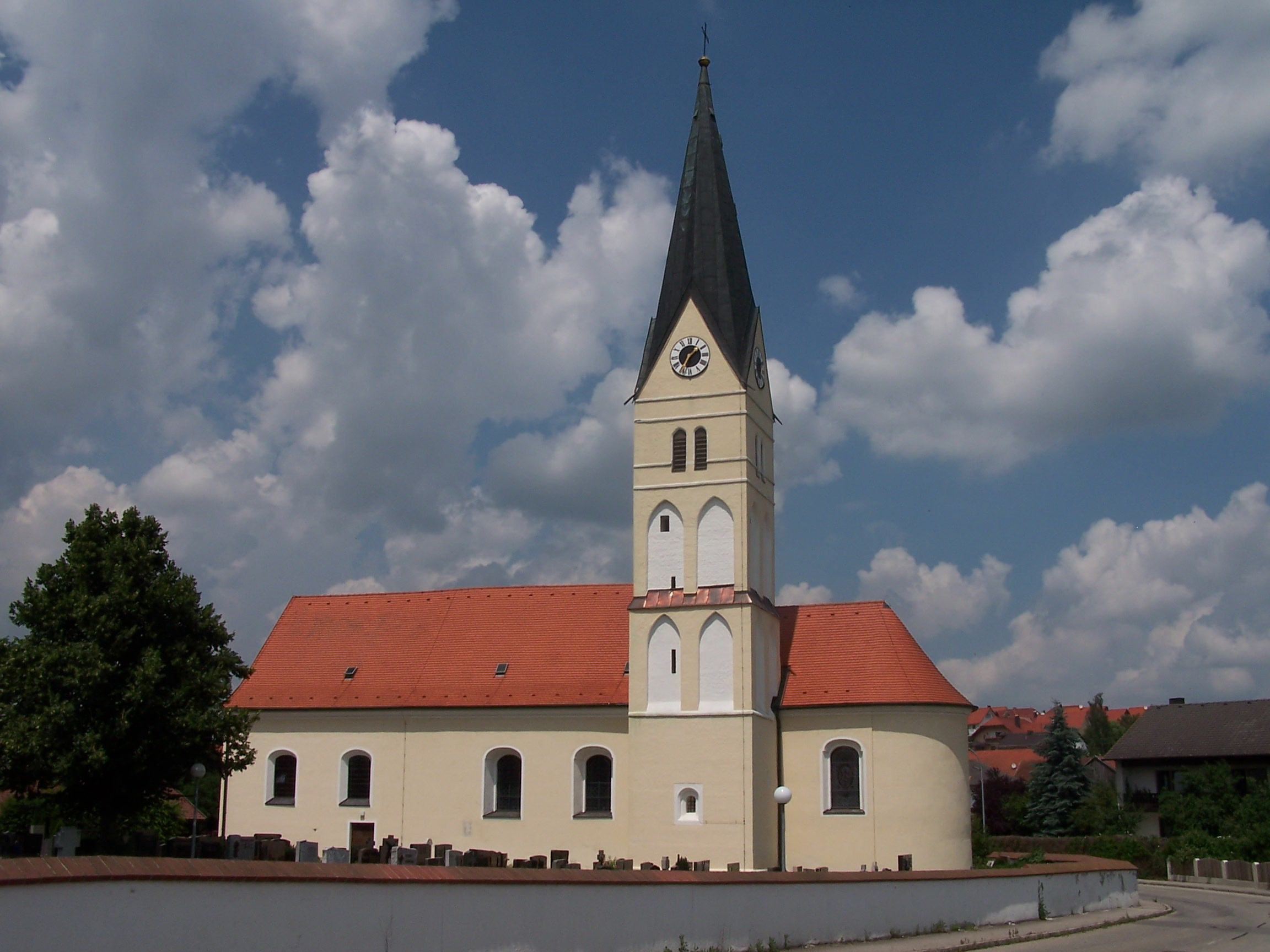
Die Pfarrkirche St. Maria Dolorosa

Mirskofen ist ein Ortsteil des Marktes Essenbach im niederbayerischen Landkreis Landshut. 

## Lage
Das Pfarrdorf Mirskofen liegt etwa einen Kilometer westlich von Essenbach am Rande des Isartals.

## Geschichte
Schon im 4. vorchristlichen Jahrtausend hatten die Menschen der Jungsteinzeit hier gesiedelt, wie das Erdwerk bei Altheim-Holzen, das der Altheimer Kultur seinen Namen gab, belegt. 1986 konnte mit Hilfe eines Magnetogramms bei Mirskofen ein Grabenwerk der Hallstattzeit (ca. 750–500 v. Chr.) nachgewiesen werden. Nach den Kelten lebten hier auch Römer und Bajuwaren.
Zwischen 1143 und 1147 tritt ein Isinpreht de Mersinchouen (Hof des Mersino) als Zeuge auf. Im 12. Jahrhundert wird auch ein Chonrat de Mersinchoven als Zeuge genannt. Im 13. Jahrhundert werden mit Hartwicus de Mersinchoven (1206/07), Ullricus de Mersinchoven (1206/17) und Hertwich de Mersinchovin (1280) Vertreter eines nach dem Ort benannten Geschlechtes erwähnt. Vom 13. Jahrhundert an besaß das Kloster Seligenthal namhaften Grund- und Gutsbesitz in Mirskofen, und das Hochstift Freising hatte hier Zinspflichtige. Spätestens seit 1300 gehörte Mirskofen zum herzoglichen Herrschaftsbereich.
Wohl im 14. Jahrhundert dürfte ein Schlossherr das Bergkirchlein Sankt Salvator für seine Untertanen erbaut haben. 1466 und 1490 war der Landshuter Bürger Wilhelm Neumeyer Inhaber der Hofmark Mirskofen. Diese umfasste einen Edelsitz, einen Sedlhof, die Taverne, die Schmiede und zwei Sölden. Die Hofmarksfreiheit wurde später auf den Sedlhof beschränkt, alles andere unterstand dem Landgericht Rottenburg. Der gewalttätige Hofmarksbesitzer, fürstliche Kämmerer und Regiments-Advokat Dr. Johann Plan(c)k behandelte dennoch alle wie seine Untertanen und errichtete ein Gefängnis mit Stock und Eisen. Er baute auch das im Dreißigjährigen Krieg zerstörte mittelalterliche Schloss wieder auf. Dr. Plank starb 1640, Maria Ursula Plankin am 11. Mai 1664. Der Besitz ging an den Kurfürstlichen Rat und Kanzler Johann Hayl zu Straubing über, der trotz seiner fehlenden Edelmannsfreiheit die Jurisdiktion unbestritten ausübte.
Am 7. Mai 1718 erbte Freiherr Franz Maria Martin von Guggemoos von seiner Schwester Maria Katharina vorm. Freinhuberin die Niedergerichtsbarkeit über die Untertanen in Mirskofen mit der Hinterlassenschaft der Hofmark Adelhausen. Im Konskriptionsjahr 1752 wurde Mirskofen nur noch als Sitz geführt. Der Ort selbst bestand aus 25 Anwesen und bildete eine Obmannschaft. Siegfried Freiherr von Guggemoos verkaufte Mirskofen mit aller Zugehör einschließlich 18 Untertanen an Benedikt Josef Ritter von Peyrer. Dieser stiftete für seine Untertanen im Januar 1807 ein Krankenhaus in Mirskofen, das freilich nur vier Betten nebst der Wohnung der Krankenwärterin enthielt. Nur kurze Zeit wurde Mirskofen als Patrimonialgericht geführt, das im Besitz des emeritierten Landrichters von Peyrer war.
1837 nahm Graf Philipp von Deroy das Schloss Mirskofen in Besitz. Da es aber stark verfallen war, ließ er es um 1840 abtragen und neu erbauen. 1915 wurde der Besitz von König Ludwig III. an Graf Josef Erwein von Deroy-Fürstenberg verliehen, der es nach dem Zweiten Weltkrieg für Flüchtlinge freigab. In den letzten Jahren wurde das Gebäude durch seinen Besitzer Graf von Deym aus Arnstorf gründlich renoviert.
Die Gemeinde Mirskofen wurde im Zuge der Gebietsreform in Bayern am 1. April 1971 in die Gemeinde Essenbach eingegliedert. Mit der Erhebung zur Pfarrei wurde im Jahre 1995 aus der ehemaligen Filialkirche die Pfarrkirche Mirskofen.

## Sehenswürdigkeiten
- Pfarrkirche St. Maria Dolorosa. Das barocke Bauwerk mit dem spätgotischen Turm der Vorgängerkirche entstand kurz vor 1770 und wurde 1957 erweitert. Der Hochaltar enthält die Holzfiguren Kruzifixus mit Mater dolorosa. An den Seitenaltären des Johann Säxinger von 1770 befinden sich Figuren der Hll. Franz Xaver und Joseph.
- Nebenkirche St. Salvator. Sie stammt aus dem 17./18. Jahrhundert mit einem Altar von um 1700 und einer Darstellung St. Salvator um 1510.
- Schloss. Die einfache klassizistische Dreiflügelanlage mit Kapelle entstand im späten 18. Jahrhundert und wurde im 19. Jahrhundert erneuert.

## Einrichtungen
- Freibad Mirskofen

## Vereine
- Altschützengesellschaft Mirskofen
- DJK-SV Mirskofen
- Freiwillige Feuerwehr Mirskofen
- Glöckerl-Verschönerungsverein Mirskofen
- GOLI Mirskofen e. V. Bayerisch-Ivorische Freundschaft
- Judo-Club Mirskofen
- KAB-Altheim/Mirskofen
- Kath. Frauenbund Mirskofen
- KSK Mirskofen
- Männergesangsverein Harmonie Mirskofen
- Sendlbachschützen Mirskofen
- Sportkegelclub Mirskofen
- Traktorclub Mirskofen
- Verein zur Erhaltung der Niederbayerischen Kultur e. V. (VENK)